# Mwandu
Mwandu è una circoscrizione rurale (rural ward) della Tanzania situata nel distretto di Kwimba, regione di Mwanza. Conta una popolazione di 11 132 abitanti (censimento 2012).